# General Felipe Ángeles, Baja California
General Felipe Ángeles är en ort i Mexiko.   Den ligger i kommunen Tecate och delstaten Baja California, i den nordvästra delen av landet, 2 200 km nordväst om huvudstaden Mexico City. General Felipe Ángeles ligger 983 meter över havet och antalet invånare är 273.
Terrängen runt General Felipe Ángeles är lite kuperad. Runt General Felipe Ángeles är det ganska glesbefolkat, med 22 invånare per kvadratkilometer. Närmaste större samhälle är Cereso del Hongo, 10,2 km sydost om General Felipe Ángeles. Omgivningarna runt General Felipe Ángeles är i huvudsak ett öppet busklandskap.